# Sänkningen av den franska flottan i Toulon
Sänkningen av den franska flottan i Toulon skedde den 27 november 1942 på order av Vichyregimen för att undvika att den erövrades av Nazitysklands styrkor under Operation Lila.